# دنیله هرینگتون
دنیله هرینگتون (انگلیسی: Danielle Herrington؛ زادهٔ ۲۶ مهٔ ۱۹۹۳) مدل (شخص) اهل ایالات متحده آمریکا است. بیشتر سرشناسی وی برای حضور در نسخه لباس شنای اسپورتس ایلاستریتد در سال ۲۰۱۸ می باشد. وی سومین زن سیاه‌پوستان آمریکا بعد از  تایرا بنکس و بیانسه می باشد که به این عنوان دست پیدا کرد.